# Cleantis linearis
Cleantis linearis is een pissebed uit de familie Holognathidae. De wetenschappelijke naam van de soort is voor het eerst geldig gepubliceerd in 1849 door Dana.